# Gunther (catch)
Pour les articles homonymes, voir Walter, Hahn et Günther.
 (août 2021).
Walter Hahn (né le 20 août 1987 à Vienne) est un catcheur (lutteur professionnel) autrichien. Il travaille à la World Wrestling Entertainment, dans la division Raw, sous le nom de Gunther.
Il travaille successivement sur le circuit indépendant européen, principalement en Allemagne à la Westside Xtreme Wrestling, avant de rejoindre la World Wrestling Entertainment, sous le nom de WALTER.

## Jeunesse
Hahn se passionne pour le catch en regardant les émissions de la World Wrestling Federation et en allant voir les spectacles de la Catch Wrestling Association, une fédération de catch autrichienne. Il fait partie d'une équipe de football et joue au poste de gardien de but.

## Carrière

### Entraînement et débuts (2005-2007)
Hahn commence à s'entraîner auprès de Michael Kovac à Vienne. Il fait ses premiers combats en Europe et part au Japon à la Pro Wrestling Zero1. Au cours de son voyage, il continue son apprentissage du catch auprès de Riki Chōshū et Tatsuhito Takaiwa.

### Westside Xtreme Wrestling(2007–2020)

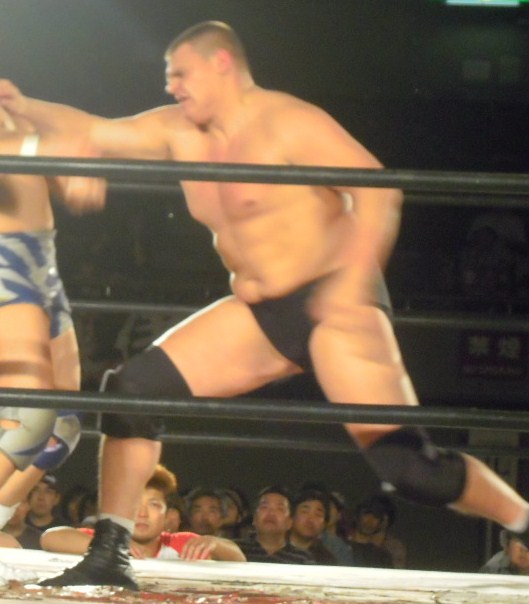
Walter en mai 2012.

Hahn est le premier catcheur à signer un contrat avec la Westside Xtreme Wrestling (wXw),.
Lors de wXw/NOAH Dead End VIII - Tag 2: European Navigation, lui et Bad Bones perdent contre Gō Shiozaki et Kenta Kobashi.
Lors de wXw/NOAH Genesis In Germany, il conserve le titre contre Shuhei Taniguchi. Lors de wXw Dead End XII, il perd le titre contre El Generico qui met fin à son règne de 383 jours,.
Le 27 juillet 2014, il bat Tommy End et remporte le wXw Unified World Wrestling Championship pour la troisième fois.
Lors de wXw More Than Wrestling Tour: Weyhe, lui et Robert Dreissker battent French Flavour (Lucas Di Leo et Peter Fischer) par Disqualification et ne remportent donc pas les wXw World Tag Team Championship.
Le 3 octobre, lui et Zack Sabre, Jr. participent au tournoi pour couronner de nouveaux champions du monde par équipes de la wXw et battent successivement Reich Und Schön (Kevin Roadster et Marius van Beethoven), puis Bullet Club (Doc Gallows et Karl Anderson) pour accéder à la finale du tournoi,. Deux jours plus tard, ils battent en finale reDRagon (Bobby Fish et Kyle O'Reilly) et remportent le tournoi et par la même occasion les titres par équipe de la wXw,. Lors de wXw 15th Anniversary Tour: Finale, ils perdent les titres contre Cerberus (Ilja Dragunov et Robert Dreissker).
Le 30 septembre, lui et Timothy Thatcher participent au tournoi pour couronner de nouveaux champions du monde par équipes de la wXw et battent Moustache Mountain (Trent Seven et Tyler Bate). Le 1er octobre, ils perdent contre JML (David Starr et Shane Strickland). Le 2 octobre, ils battent Los Güeros del Cielo (Angélico et Jack Evans) mais ne se qualifient pas pour la finale du tournoi.
Le 6 octobre, lui et Timothy Thatcher participent au tournoi pour couronner de nouveaux champions du monde par équipes de la wXw et battent The Briscoe Brothers (Jay Briscoe et Mark Briscoe). Le 7 octobre, ils perdent contre The Rottweilers (Homicide et Low Ki). Le 8 octobre, ils battent EYFBO (Angel Ortiz et Mike Draztik) et accèdent à la finale où ils battent Massive Product (David Starr et Jurn Simmons) et remportent le tournoi et par la même occasion les titres par équipe de la wXw.
Le 11 mars, ils perdent les titres contre RISE (Da Mack et John Klinger).

### Revolution Pro Wrestling (2012 – 2019)
Lors de RevPro Strong Style Evolved UK - Tag 1, il bat Yūji Nagata. Lors de RevPro Strong Style Evolved UK - Tag 2, il bat Yujiro Takahashi,.

### Progress Wrestling (2015-2019)
Lors de Chapter 47, Ringkampf (lui, Axel Dieter Jr. et Timothy Thatcher) perdent contre British Strong Style (Pete Dunne, Trent Seven et Tyler Bate) et ne remportent pas le Progress World Championship et les Progress Tag Team Championship de ces derniers. Lors de Chapter 51, il bat Matt Riddle et remporte le Progress Atlas Championship. Lors de PROGRESS New York City, il perd le titre contre Matt Riddle. Lors de PROGRESS Boston, lui et Timothy Thatcher perdent contre British Strong Style (Trent Seven et Tyler Bate) et ne remportent pas les Progress Tag Team Championship,. Lors de Chapter 55, il bat Matt Riddle et Timothy Thatcher et remporte le Progress Atlas Championship pour la deuxième fois. Lors de Chapter 56, il conserve son titre contre Wolfgang. Lors de Chapter 57, lui et Timothy Thatcher perdent contre CCK (Chris Brookes et Kid Lykos) et ne remportent pas les Progress Tag Team Championship.
Le 12 août 2018, il conserve le Progress World Championship en battant Mark Andrews. Lors de Chapter 75, lui et Doug Williams battent Trent Seven et Pete Dunne.
Le 1er septembre lors d'une tournée de la Progress en Allemagne, il conserve son titre en battant Zack Gibson. Le 30 septembre lors de Chapter 76, il conserve son titre en battant Tyler Bate. Le 28 octobre lors de Chapter 77: Pumpkin Spice Progress, il conserve son titre en battant Zack Sabre, Jr..

### Evolve/WWN Live (2017–2019)

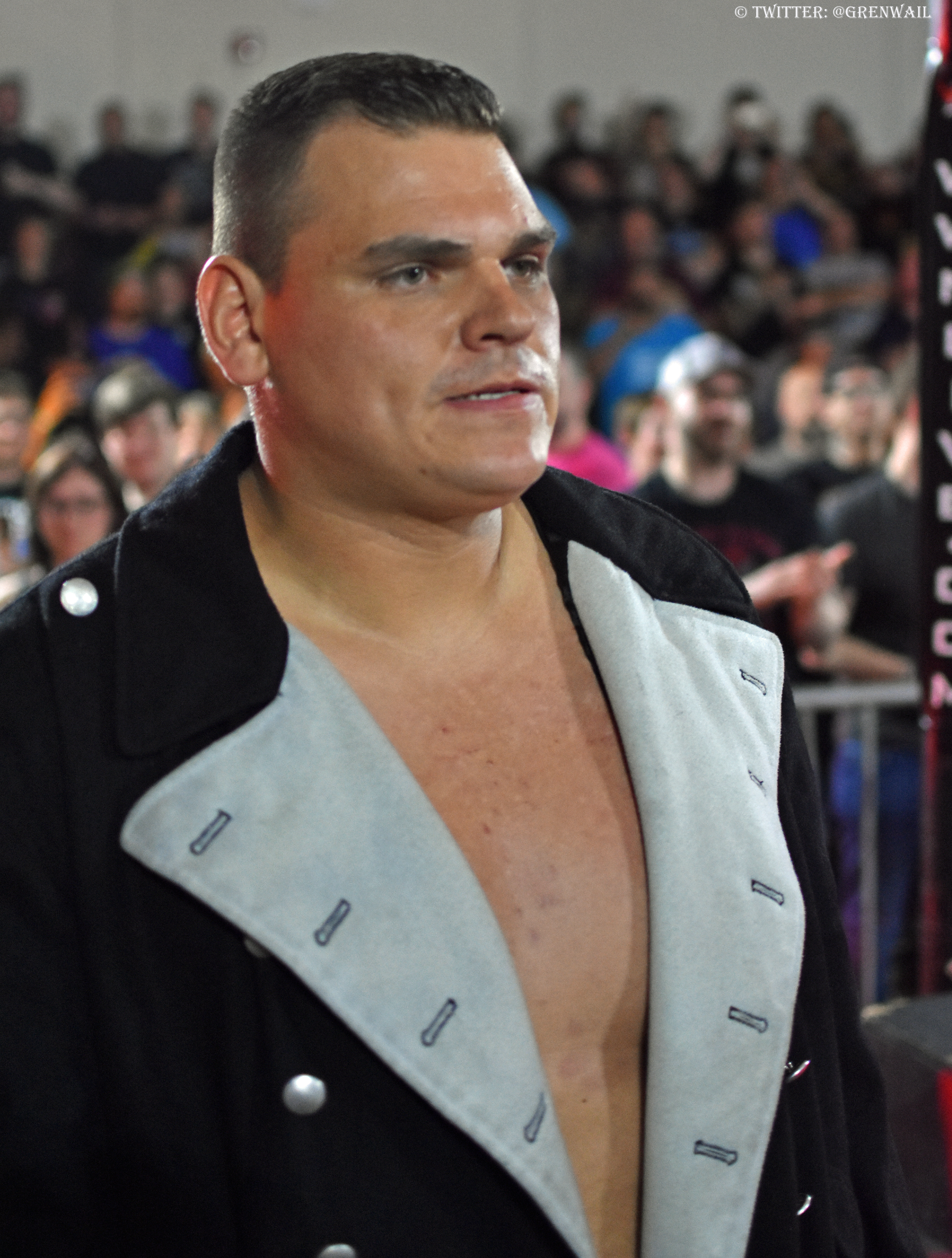
Walter à l'Evolve, en mai 2018.

Walter a fait ses débuts à l'Evolve lors d'Evolve 90, le 11 août 2017, en défendant avec succès le championnat Progress Atlas contre Fred Yehi.
Le 9 décembre, lors de Evolve 96, il perd contre Keith Lee et ne remporte pas le WWN Championship. Lors de Evolve 102, lui et Timothy Thatcher battent Daisuke Sekimoto et Munenori Sawa. Lors de WWNLive SuperShow - Mercury Rising 2018, ils perdent contre Catch Point (Chris Dickinson et Jaka) et ne remportent pas les Evolve Tag Team Championship. Lors de Evolve 107, il perd contre Adam Cole et ne remporte pas le NXT North American Championship.

### Pro Wrestling Guerrilla (2017–2019)

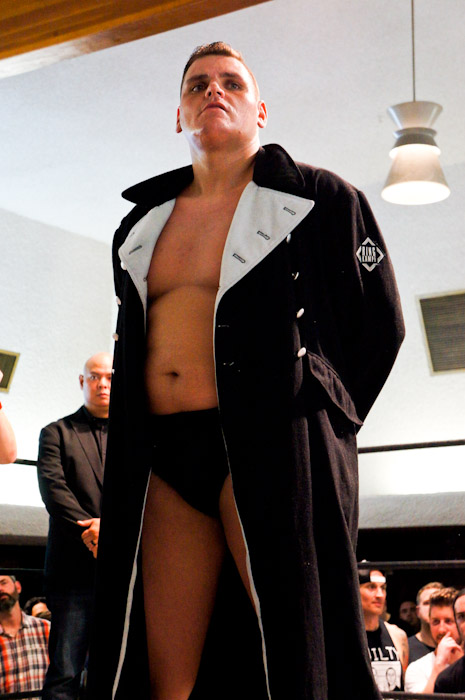
Walter à la Pro Wrestling Guerilla.

Le 2 septembre 2017, il fait ses débuts à la Pro Wrestling Guerrilla (PWG) en tant que participant au Battle of Los Angeles 2017, où il perd contre Keith Lee dans son match de premier tour.
Lors de PWG All Star Weekend 13 - Tag 1, il perd contre Ricochet. Lors de Mystery Vortex V, lui et Timothy Thatcher perdent contre The Chosen Bros (Jeff Cobb et Matt Riddle) et ne remportent pas les PWG World Tag Team Championship.
Lors de PWG All Star Weekend 14 - Tag 2, il bat Keith Lee et Jonah Rock et remporte le PWG World Championship. Lors de PWG Bask In His Glory, il conserve son titre contre Sammy Guevara. Lors de Threemendous V, il conserve son titre contre Brody King.
Lors du Battle of Los Angeles 2018, il atteint les demi-finales du tournoi en battant Timothy Thatcher au premier tour et Jonah Rock au second, avant de perdre contre Shingo Takagi. Lors de Smokey and the Bandido, il perd son titre contre Jeff Cobb.

### Defiant Wrestling (2018–2019)
Lors de Defiant Road To Destruction, il bat Travis Banks et Zack Sabre, Jr. et remporte le Defiant Internet Championship.

### World Wrestling Entertainment (2019-...)

#### NXT UKet champion de laNXT UK(2019-2021)
Le 12 janvier 2019 à NXT UK TakeOver: Blackpool, il fait ses débuts en confrontant le champion de la NXT UK, Pete Dunne, et porte un coup de pied au visage de Joe Coffey qui voulait interférer. Le 30 janvier à NXT UK, il dispute son premier match en battant rapidement Jack Starz.
Le 5 avril à NXT TakeOver: New York, il devient le nouveau champion de la NXT UK en battant Pete Dunne, remportant le titre pour la première fois de sa carrière.
Le 22 mai à NXT UK, il conserve son titre en rebattant son même adversaire, aidé par les distractions de Fabian Aichner et Marcel Barthel. Après le combat, il effectue un Heel Turn et s'allie aux deux derniers, sous le nom de Imperium. Le 12 juin à NXT UK, le nouveau trio bat Pete Dunne, Trent Seven et Tyler Bate dans un 6-Man Tag Team match, aidé par une intervention extérieure d'Alexander Wolfe qui rejoint le clan.
Le 31 août à NXT UK TakeOver: Cardiff, Walter conserve son titre en battant Tyler Bate.
Le 12 janvier 2020 à NXT UK TakeOver: Blackpool II, Fabian Aichner et Marcel Barthel ne remportent pas les titres par équipe de la NXT UK, battus par Gallus (Mark Coffey et Wolfgang) dans un Fatal 4-Way Tag Team Ladder match, qui inclut également Grizzled Young Veterans (Zack Gibson et James Drake), Flash Morgan Webster et Mark Andrews. Plus tard dans la soirée, Walter conserve son titre en battant Joe Coffey. Après le combat, ses deux compères et lui se font attaquer par l'Undisputed Era (Adam Cole, Bobby Fish et Kyle O'Reilly).
Le 19 février 2021, il devient le champion de la NXT UK au règne le plus long, battant le record de Pete Dunne de 685 jours, ce qui fait de lui le champion au plus long règne de l'histoire de la WWE depuis 1988. 
Le 7 avril à NXT TakeOver: Stand & Deliver, il conserve son titre en battant Tommaso Ciampa. 
Le 22 août à NXT TakeOver: 36, il ne conserve pas sa ceinture, battu par Ilja Dragunov, ce qui met fin à un règne de 870 jours.
Le 2 avril 2022 à NXT TakeOver: Stand & Deliver, il change son nom pour Gunther, et bat L.A Knight.

#### Débuts àSmackDown, champion Intercontinental et Draft àRaw(2022-2024)

Gunther (au centre) en tant que champion Intercontinental de la WWE et leader d'Imperium, avec Giovanni Vinci (à gauche) et Ludwig Kaiser (à droite).

Le 8 avril à SmackDown, il fait ses débuts dans le show bleu en compagnie de Ludwig Kaiser, dispute son premier match et bat Joe Alonzo. Le 10 juin à SmackDown, il devient le nouveau champion Intercontinental en battant Ricochet, remporte le titre pour la première fois de sa carrière, son second titre personnel et son premier titre personnel dans le roster principal.
Le 3 septembre à Clash at the Castle, il conserve son titre en battant Sheamus. Pendant le combat, Giovanni Vinci fait ses débuts et se range de son côté, ce qui marque le retour du trio Imperium.
Le 8 octobre à Extreme Rules, ses deux partenaires et lui perdent face aux Brawling Brutes (Sheamus, Ridge Holland et Butch) dans un 6-Man Good Old Fashioned Donnybrook Tag Team match et subit sa première défaite en équipe.
Le 28 janvier 2023 au Royal Rumble, il entre dans son tout premier Men's Royal Rumble match en première position, élimine Xavier Woods, Kofi Kingston, Booker T, Sheamus et Drew McIntyre avant d'être lui-même éliminé en dernier par le futur gagnant, Cody Rhodes après 71 minutes de présence sur le ring et bat ainsi le record de Rey Mysterio de 2006.
Le 2 avril à WrestleMania 39, il conserve son titre en battant Drew McIntyre et Sheamus dans un Triple Threat match. Le 28 avril à SmackDown, lors du Draft, ses deux partenaires et lui sont annoncés être officiellement transférés à Raw par RVD et Michael Hayes, ce qui fait que son titre devient la propriété du show rouge. Le 27 mai à Night of Champions, il conserve son titre en battant Mustafa Ali.
Le 1er juillet à Money in the Bank, il conserve son titre en battant Matt Riddle. Après le combat, Drew McIntyre fait son retour après 3 mois d'absence, le confronte, lui porte un Glasgow Kiss et un Claymore Kick. Le 5 août à SummerSlam, il conserve son titre en rebattant l'Écossais.
Le 25 novembre aux Survivor Series: WarGames, il conserve son titre en battant The Miz par soumission.
Le 27 janvier 2024 au Royal Rumble, il entre dans le Men's Royal Rumble match en 18e position, élimine Kofi Kingston et le Miz avant d'être lui-même éliminé en avant-dernière position par le futur gagnant, Cody Rhodes.
Le 6 avril à WrestleMania XL, il ne conserve pas sa ceinture, battu par Sami Zayn, ce qui met fin au règne le plus long de l'histoire du titre (666 jours).

#### Double champion du monde poids-lourds et blessures (2024-2025)
Le 25 mai à King & Queen of the Ring, il remporte le tournoi King of the Ring en battant Randy Orton en finale et devient automatiquement aspirant no 1 au titre mondial poids-lourds. 
Le 3 août à SummerSlam, il devient le nouveau champion du monde poids-lourds en battant Damian Priest, avec l'aide d'une intervention extérieure de Finn Bálor, remporte le titre pour la première fois de sa carrière et son troisième titre personnel. Le 31 août à Bash in Berlin, il conserve son titre en rebattant Randy Orton.
Le 2 novembre à Crown Jewel, il ne devient pas le nouveau champion Crown Jewel, battu par Cody Rhodes. Le 30 novembre aux Survivor Series: WarGames, il conserve son titre en rebattant le catcheur portoricain de la même manière.
Le 10 février 2025 à Raw, il attaque Jey Uso qui le choisit officiellement comme adversaire pour WrestleMania 41. 
Le 19 avril à WrestleMania 41, il ne conserve pas sa ceinture, battu par le catcheur samoan par soumission. Le 10 mai à Backlash, il bat Pat McAfee par soumission. Le 9 juin à Raw, il redevient champion du monde poids-lourds, pour la seconde fois, en prenant sa revanche sur Jey Uso de la même manière.
Le 12 juillet à Saturday Night's Main Event XL, il conserve son titre en battant Goldberg qui dispute son dernier match en tant que catcheur. Le 2 août à SummerSlam, il ne conserve pas sa ceinture, battu par CM Punk. Mais après le combat, son adversaire ne conserve pas non plus sa ceinture, battu par Seth Rollins qui a utilisé sa mallette sur lui. Le lendemain, il souffre d'un hématome septal, d'une fracture de l'orbite et doit s'absenter pour une durée indéterminée.

## Vie privée
- Il est végétalien[92].
- Il est actuellement en couple et marié avec l'ancienne catcheuse de la NXT UK, Jinny[93].
- Le 28 décembre 2023, sa femme et lui sont officiellement parents d'un petit garçon[94].

## Palmarès
- Defiant Wrestling
  - 1 fois Defiant Internet Championship
- European Wrestling Promotion
  - 1 fois EWP Tag Team Championship avec Michael Kovac
- Fight Club: PRO
  - Infinity Trophy (2018)
- German Stampede Wrestling
  - 1 fois GSW Tag Team Championship avec Robert Dreissker
- Over The Top Wrestling
  - 1 fois OTT World Championship[95]
- Progress Wrestling
  - 1 fois Progress Unified World Championship
  - 3 fois Progress Atlas Championship (dernier champion)
- Pro Wrestling Fighters
  - 1 fois PWF North-European Championship
- Pro Wrestling Guerrilla
  - 1 fois PWG World Championship
- Westside Xtreme Wrestling
  - 3 fois wXw Unified World Wrestling Championship
  - 4 fois wXw World Tag Team Championship avec Robert Dreissker (1), Zack Sabre, Jr. (1), Timothy Thatcher (1) et Ilja Dragunov (1)[96]
  - 16 Carat Gold Tournament (2010)
  - wXw World Tag Team Tournament (2015) avec Zack Sabre, Jr.
  - World Tag Team League (2017) avec Timothy Thatcher
- World Wrestling Entertainment
  - 2 fois champion du monde poids-lourds de la WWE
  - 1 fois champion de la NXT UK (règne le plus long)
  - 1 fois champion Intercontinental de la WWE (règne le plus long)
  - Vainqueur du King of the Ring (2024)

## Récompenses des magazines
- Pro Wrestling Illustrated

| Année | 2016 | 2017       | 2018 | 2019 | 2020 | 2021 | 2022 | 2023 | 2024 |
| ----- | ---- | ---------- | ---- | ---- | ---- | ---- | ---- | ---- | ---- |
| Rang  | 315  | Non classé | 77   | 14   | 25   | 28   | 91   | 4    | 9    |

- Wrestling Observer Newsletter

| # | Résultat | Adversaire               | Évènement                         | Date             | Durée | Lieu                    | Notes                                                                                   |
| - | -------- | ------------------------ | --------------------------------- | ---------------- | ----- | ----------------------- | --------------------------------------------------------------------------------------- |
| 1 | Victoire | Zack Sabre, Jr.          | PWG All Star Weekend 13 - Night 2 | 21 octobre 2017  | 20:04 | Reseda, Californie      |                                                                                         |
| 2 | Victoire | Tyler Bate               | WWE NXT UK TakeOver: Cardiff      | 31 août 2019     | 42:12 | Cardiff, Pays de Galles | Le titre de Champion Du Royaume-Uni de Walter était en jeu. (le match a été noté 5.25). |
| 3 | Victoire | Ilja Dragunov            | WWE NXT UK #116                   | 29 octobre 2020  | 25:09 | Londres                 | Le titre de Champion Du Royaume-Uni de Walter était en jeu.                             |
| 4 | Défaite  | Ilja Dragunov            | NXT TakeOver 36                   | 22 août 2021     | 22:03 | Orlando, Floride        | Le titre de Champion Du Royaume-Uni de Walter était en jeu. (le match a été noté 5.25). |
| 5 | Victoire | Sheamus                  | WWE Clash at the Castle           | 3 septembre 2022 | 19:30 | Cardiff, Pays de Galles | Le titre Intercontinental de Gunther était en jeu.                                      |
| 6 | Victoire | Sheamus et Drew McIntyre | WrestleMania 39                   | 2 avril 2023     | 16:40 | Inglewood (Californie)  | Le titre Intercontinental de Gunther était en jeu                                       |